# Кузнецов, Андрей Александрович (теннисист)
Андре́й Алекса́ндрович Кузнецо́в (род. 22 февраля 1991 года, Тула, СССР) — российский теннисист; победитель одного юниорского турнира Большого шлема в одиночном разряде (Уимблдон-2009); бывшая третья ракетка мира в юниорском рейтинге.

## Общая информация
Кузнецов в теннисе с шести лет. Первый тренер — отец Александр. В 2001 году семья переехала в Балашиху, где отец занял должность одного из тренеров, а Андрей и его старший брат Алексей были записаны в группу юных теннисистов при нём.
Одни из лучших элементов в арсенале Кузнецов — плоские удары, бэкхенд, а также умение вовремя выходить к сетке по ходу розыгрыша очка. Любимые покрытия — грунт и трава.
Женился на ведущей спортивного телеканала Дарье Левченко в июле 2018 года.

## Спортивная карьера

### Первые годы
Организм Кузнецова не сразу приспособился к тем физическим нагрузкам, которые требовались от него для участия даже в юношеских турнирах, из-за чего у Кузнецова в какой-то момент обозначились проблемы с позвоночником. Их преодоление потребовало прохождения болезненного курса мануальной терапии. Эти проблемы замедлили развитие карьеры Кузнецова и, несмотря на дебют в старшем юниорском туре в 15 лет, на пик своих результатов он вышел лишь к своему восемнадцатилетию, когда стал первым россиянином — чемпионом турнира Большого шлема, а также достиг третьей строчки местной[уточнить] классификации. Первые же значимые результаты на этом уровне пришли весной 2008 года, когда Кузнецов достиг полуфинала на крупном турнире в Милане, дебютировал в основной сетке соревнований Большого шлема (на «Ролан Гаррос») и выиграл свой первый серьёзный трофей — на грунтовом турнире G1 в немецком Эссене. На Уимблдоне 2009 года, выиграв шесть матчей, Кузнецов завоевал одиночный титул.
Параллельно с приходом в старший юниорский тур Кузнецов стал появляться и во взрослых турнирах международного уровня: в 2006 году дело ограничилось участием в квалификации одного турнира ITF Futures, а с 2008 года выступления стали более регулярными. Осенью Кузнецов получил возможность сыграть в квалификации Кубка Кремля. Через год Кузнецов вышел в первые финалы на «фьючерсах», осенью на турнире в Санкт-Петербурге Кузнецов выиграл у Марселя Гранольерса, 79-й ракетки мира. В конце года на турнире ATP Challenger в Ханты-Мансийске Кузнецов дошёл до полуфинала в одиночном разряде и заработал свой первый финал в парах. В 2010 году, начав с «фьючерсов», Кузнецов к лету перебрался на «челленджеры», а в июне в Истборне прошёл квалификацию и выиграл матч в основной сетке. На Уимблдоне Кузнецов, как чемпион юниорского турнира прошлого года, получил возможность дебютировать в основе взрослого турнира. В первом матче против Виктора Ханеску он уступил лишь в концовке пятого сета. До конца сезона Кузнецов играл на турнирах серии «челленджер», на одном из которых добился своего первого одиночного финала. В июле Кузнецов впервые вошёл в Top200 одиночного рейтинга.

### 2011—2016
В 2011 году Кузнецов играл на соревнованиях всех серий мужского тура. В мае на «Ролан Гаррос» Кузнецов в финальном круге квалификации уступил в равном матче Стефану Роберу. Спустя год Кузнецов добился повторного права сыграть в основе турнира Большого шлема — на «Ролан Гаррос». Кузнецов выиграл свои дебютные «челленджеры», а на турнире в Умаге впервые вышел и в четвертьфинал соревнования основной серии. К концу сезона вошёл в первую сотню рейтинга. Через год к концу сезона откатился в начало второй сотни. В 2014 году чаще играя «челленджеры», Кузнецов вернулся в первую сотню, а на Уимблдоне, переиграв Давида Феррера, Кузнецов впервые пробился в третий раунд. До конца сезона повторил этот результат на US Open, а позже — на Кубке Кремля — добился и первого значимого успеха на парных соревнованиях основной серии, вместе с Константином Кравчуком добираясь до полуфинала.
В 2015-м Кузнецов закрепился в первой сотне рейтинга. Через год сначала добрался до четвертьфинала на турнире в Дохе. В новом сезоне с Кузнецовым начали работать два немецких специалиста[какие?], и он впервые вышел в четвёртый круг на турнире Большого шлема — в Мельбурне.

### Участие в Кубке Дэвиса, Универсиаде, Олимпиаде
В 22 года Кузнецов дебютировал в Кубке Дэвиса за сборную. Россияне в тот период выступали в региональной зоне турнира, часто тасуя состав в играх с заметно более слабыми противниками: Кузнецов сыграл в трёх матчевых встречах и в каждой игре одерживал победу.
В 2013 году Кузнецов был заигран в теннисном турнире Универсиады, будучи студентом РГУФКСМиТ. В турнире смешанных пар в команде с Еленой Весниной он смог завоевать золотые медали, переиграв в финале Хироко Кувату и Соту Тагаву.
В 2016 году Кузнецов принял участие в Олимпийских играх. После второго сета матча первого круга против 17-й ракетки мира Роберто Баутисты Агута был вынужден сняться из-за проблем со здоровьем.

## Рейтинг на конец года
| Год  | Одиночный рейтинг | Парный рейтинг |
| 2017 | 107               | 156            |
| 2016 | 46                | 243            |
| 2015 | 79                | 257            |
| 2014 | 92                | 246            |
| 2013 | 134               | 282            |
| 2012 | 78                | 230            |
| 2011 | 222               | 375            |
| 2010 | 231               | 376            |
| 2009 | 301               | 416            |
| 2008 | 774               | —              |

## Выступления на турнирах

### Финалы челленджеров и фьючерсов в одиночном разряде (21)

#### Победы (14)
| Условные обозначения |
| -------------------- |
| Челленджеры (7+5*)   |
| Фьючерсы (7+3)       |

| Титулы по покрытиям | Титулы по месту проведения матчей турнира |
| ------------------- | ----------------------------------------- |
| Хард (2+2*)         | Зал (2)                                   |
| Грунт (12+6)        | Зал (2)                                   |
| Трава (0)           | Открытый воздух (12+8)                    |
| Ковёр (0)           | Открытый воздух (12+8)                    |

* количество побед в одиночном разряде + количество побед в парном разряде.
| №   | Дата             | Турнир              | Покрытие | Соперник в финале         | Счёт            |
| --- | ---------------- | ------------------- | -------- | ------------------------- | --------------- |
| 1.  | 13 июня 2009     | Местре, Италия      | Грунт    | Маттео Виола              | 3-6 6-1 6-4     |
| 2.  | 15 августа 2009  | Москва, Россия      | Грунт    | Жонатан Эйссерик          | 6-4 6-4         |
| 3.  | 10 октября 2009  | Астана, Казахстан   | Хард(i)  | Андрей Куманцов           | 6-2 4-6 6-2     |
| 4.  | 27 марта 2010    | Алма-Ата, Казахстан | Хард(i)  | Александр Пейя            | 6-3 7-6(1)      |
| 5.  | 10 сентября 2011 | Овьедо, Испания     | Грунт    | Таро Даниэль              | 7-5 6-1         |
| 6.  | 29 января 2012   | Каир, Египет        | Грунт    | Лоран Рекудер             | 6-4 6-3         |
| 7.  | 4 февраля 2012   | Каир, Египет        | Грунт    | Павол Червенак            | 6-3 6-3         |
| 8.  | 29 апреля 2012   | Неаполь, Италия     | Грунт    | Жонатан Даньер де Вежи    | 7-6(6) 7-6(6)   |
| 9.  | 16 сентября 2012 | Тоди, Италия        | Грунт    | Паоло Лоренци             | 6-3 2-0 — отказ |
| 10. | 23 сентября 2012 | Трнава, Словакия    | Грунт    | Адриан Унгур              | 6-3 6-3         |
| 11. | 30 сентября 2012 | Лермонтов, Россия   | Грунт    | Фаррух Дустов             | 6-7(7) 6-2 6-2  |
| 12. | 4 мая 2014       | Острава, Чехия      | Грунт    | Милослав Мечирж           | 2-6 6-3 6-0     |
| 13. | 30 августа 2015  | Манербио, Италия    | Грунт    | Даниэль Муньос-де ла Нава | 6-4 3-6 6-1     |
| 14. | 6 сентября 2015  | Комо, Италия        | Грунт    | Даниэль Брандс            | 6-4 6-3         |

#### Поражения (7)
| №  | Дата            | Турнир                      | Покрытие | Соперник в финале   | Счёт              |
| -- | --------------- | --------------------------- | -------- | ------------------- | ----------------- |
| 1. | 28 марта 2009   | город им. 6 Октября, Египет | Грунт    | Реда Эль Амрани     | 6-1 1-6 1-6       |
| 2. | 4 июля 2010     | Кассель, Германия           | Грунт    | Фаррух Дустов       | 4-6 4-6           |
| 3. | 25 июля 2010    | Познань, Польша             | Грунт    | Денис Гремельмайр   | 1-6 2-6           |
| 4. | 2 октября 2011  | Умаг, Хорватия              | Грунт    | Душан Лайович       | 4-6 6-0 5-7       |
| 5. | 24 ноября 2013  | Тюмень, Россия              | Хард(i)  | Андрей Голубев      | 4-6 3-6           |
| 6. | 17 августа 2014 | Мербуш, Германия            | Грунт    | Йозеф Ковалик       | 1-6 4-6           |
| 7. | 26 июля 2015    | Схевенинген, Нидерланды     | Грунт    | Николоз Басилашвили | 7-6(3) 6-7(4) 3-6 |

### Финалы турнировATPв парном разряде (1)

#### Поражения (1)
| Легенда                    |
| -------------------------- |
| Турниры Большого шлема (0) |
| Финал АТР-тура (0)         |
| ATP Мастерс 1000 (0)       |
| АТР 500 (0)                |
| АТР 250 (0)                |

| Титулы по покрытиям | Титулы по месту проведения матчей турнира |
| ------------------- | ----------------------------------------- |
| Хард (0)            | Зал (0)                                   |
| Грунт (0)           | Зал (0)                                   |
| Трава (0)           | Открытый воздух (0)                       |
| Ковёр (0)           | Открытый воздух (0)                       |

| №  | Дата            | Турнир          | Покрытие | Партнёр      | Соперники в финале           | Счёт    |
| -- | --------------- | --------------- | -------- | ------------ | ---------------------------- | ------- |
| 1. | 12 февраля 2017 | София, Болгария | Хард(i)  | Михаил Елгин | Виктор Троицки Ненад Зимонич | 4-6 4-6 |

### Финалы челленджеров и фьючерсов в парном разряде (18)

#### Победы (8)
| №  | Дата             | Турнир                 | Покрытие | Партнёр                  | Соперники в финале                        | Счёт              |
| -- | ---------------- | ---------------------- | -------- | ------------------------ | ----------------------------------------- | ----------------- |
| 1. | 5 апреля 2009    | Суэц, Египет           | Грунт    | Роберт Варга             | Раду Албот Теодор-Дачан Крачун            | 6-2 6-4           |
| 2. | 9 мая 2009       | Теплице, Чехия         | Грунт    | Матеуш Ковальчик         | Михал Табара Роман Вогели                 | 4-6 7-6(5) [10-8] |
| 3. | 16 апреля 2010   | Верчелли, Италия       | Грунт    | Илья Беляев              | Хуан-Мартин Арангурен Алехандро Фаббри    | 6-4 7-6(2)        |
| 4. | 17 ноября 2012   | Марбелья, Испания      | Грунт    | Хавьер Марти             | Эмилио Бенфеле Альварес Аделки Виргили    | 6-3 6-3           |
| 5. | 3 мая 2014       | Острава, Чехия         | Грунт    | Адриан Менендес-Масейрас | Алессандро Мотти Маттео Виола             | 4-6 6-3 [10-8]    |
| 6. | 9 августа 2014   | Прага, Чехия           | Грунт    | Тони Андроич             | Роберто Майтин Мигель Анхель Рейес-Варела | 7-5 7-5           |
| 7. | 11 января 2015   | Хэппи Вэлли, Австралия | Хард     | Александр Недовесов      | Алекс Болт Эндрю Уиттингтон               | 7-5 6-4           |
| 8. | 19 сентября 2015 | Стамбул, Турция        | Хард     | Александр Недовесов      | Александр Метревели Антон Зайцев          | 6-2 5-7 [10-8]    |

#### Поражения (10)
| №   | Дата            | Турнир                    | Покрытие | Партнёр            | Соперники в финале                   | Счёт               |
| --- | --------------- | ------------------------- | -------- | ------------------ | ------------------------------------ | ------------------ |
| 1.  | 5 декабря 2009  | Ханты-Мансийск, Россия    | Хард(i)  | Евгений Кириллов   | Марсель Гранольерс Херард Гранольерс | 3-6 2-6            |
| 2.  | 4 июля 2010     | Кассель, Германия         | Грунт    | Денис Мацукевич    | Иво Клец Александр Сачко             | 1-6 7-6(3) [10-12] |
| 3.  | 30 июля 2011    | Дортмунд, Германия        | Грунт    | Теймураз Габашвили | Доминик Мефферт Бьорн Фау            | 4-6 3-6            |
| 4.  | 13 августа 2011 | Самарканд, Узбекистан     | Грунт    | Раду Албот         | Михаил Елгин Александр Кудрявцев     | 6-7(4) 6-2 [7-10]  |
| 5.  | 19 августа 2011 | Москва, Россия            | Грунт    | Денис Павлов       | Михаил Фуфыгин Сергей Кротюк         | 4-6 7-6(14) [8-10] |
| 6.  | 13 января 2012  | Москва, Россия            | Хард(i)  | Станислав Вовк     | Андис Юшка Денис Павлов              | 6-7(1) 3-6         |
| 7.  | 2 марта 2012    | Касабланка, Марокко       | Грунт    | Евгений Донской    | Вальтер Трузенди Маттео Виола        | 6-1 6-7(5) [3-10]  |
| 8.  | 16 июня 2012    | Ноттингем, Великобритания | Трава    | Евгений Донской    | Оливье Шарруа Мартин Фишер           | 4-6 6-7(6)         |
| 9.  | 29 июля 2012    | Оберштауфен, Германия     | Грунт    | Жозе Статем        | Андрей Даэску Флорин Мерджа          | 6-7(4) 6-7(1)      |
| 10. | 27 июля 2015    | Схевенинген, Нидерланды   | Грунт    | Аслан Карацев      | Ариэль Беар Эдуардо Дишингер         | Без игры           |